# Севе-Моте
Севе-Моте (фр. Seveux-Motey) — муніципалітет у Франції, у регіоні Бургундія-Франш-Конте, департамент Верхня Сона. Севе-Моте утворено 1 січня 2019 року шляхом злиття муніципалітетів Моте-сюр-Сон i Севе. Адміністративним центром муніципалітету є Севе. Населення — 471 особа (01.01.2021).